# Escobaria organensis
Escobaria organensis es una especie fanerógama perteneciente a la familia Cactaceae. 

## Descripción
Es una planta que crece en grupos o forma colonias con un máximo de 50 individuos. Los tallos son cilíndricos lisos, alcanzan un diámetro de 3 cm y una altura de hasta 12 cm . Las espinas cubren los brotes, dando a la planta un aspecto amarillento. Las areolas miden de 7 a 10 mm de largo. Las nueve a doce espinas centrales son fuertes, rectas y de color amarillo y tienen una longitud de 0,9 a 1,9 centímetros. Las 30-35, espinas radiales son rígidas y rectas, de color blanco y miden de 6 a 11 mm . Las flores son de color rosa y alcanzan un diámetro de 15 a 16 mm . Los frutos son verdes amarillentos y de 6 a 14 mm de largo.

## Distribución y hábitat
Escobaria organensis se encuentra en EE. UU. en la Sierra de los Órganos en el Condado de Doña Ana en el estado de Nuevo México, donde se distribuye en elevaciones de 2000 a 2400 m s. n. m.

## Taxonomía
Escobaria organensis fue descrita por (A.Zimm.) Castetter, P.Pierce & K.H.Schwer. y publicado en Cactus and Succulent Journal 47(2): 60, en el año 1975.
Etimología
Escobaria: nombre genérico otorgado en honor de los agrónomos mexicanos Rómulo Escobar Zerman (1882–1946) y Numa Pompilio Escobar Zerman (1874–1949).
El epíteto organensis refiere a su aparición en la Sierra de los Órganos (Nuevo México).
Sinonimia
- Coryphantha organensis
- Escobaria sneedii orcuttii[3][4]